# Trididemnum opacum
Trididemnum opacum är en sjöpungsart som först beskrevs av Friedrich Ritter 1907.  Trididemnum opacum ingår i släktet Trididemnum och familjen Didemnidae. Inga underarter finns listade i Catalogue of Life.